# Puerto Rico zászlaja
Puerto Rico 1891-ben tervezett zászlaja olyan, mint Kubáé, csak a színeket cserélték fel. A csillag a haza szimbóluma. A háromszög és a színek a szabadság, egyenlőség és testvériség republikánus eszményeit jelképezik.